# Salvador Durán

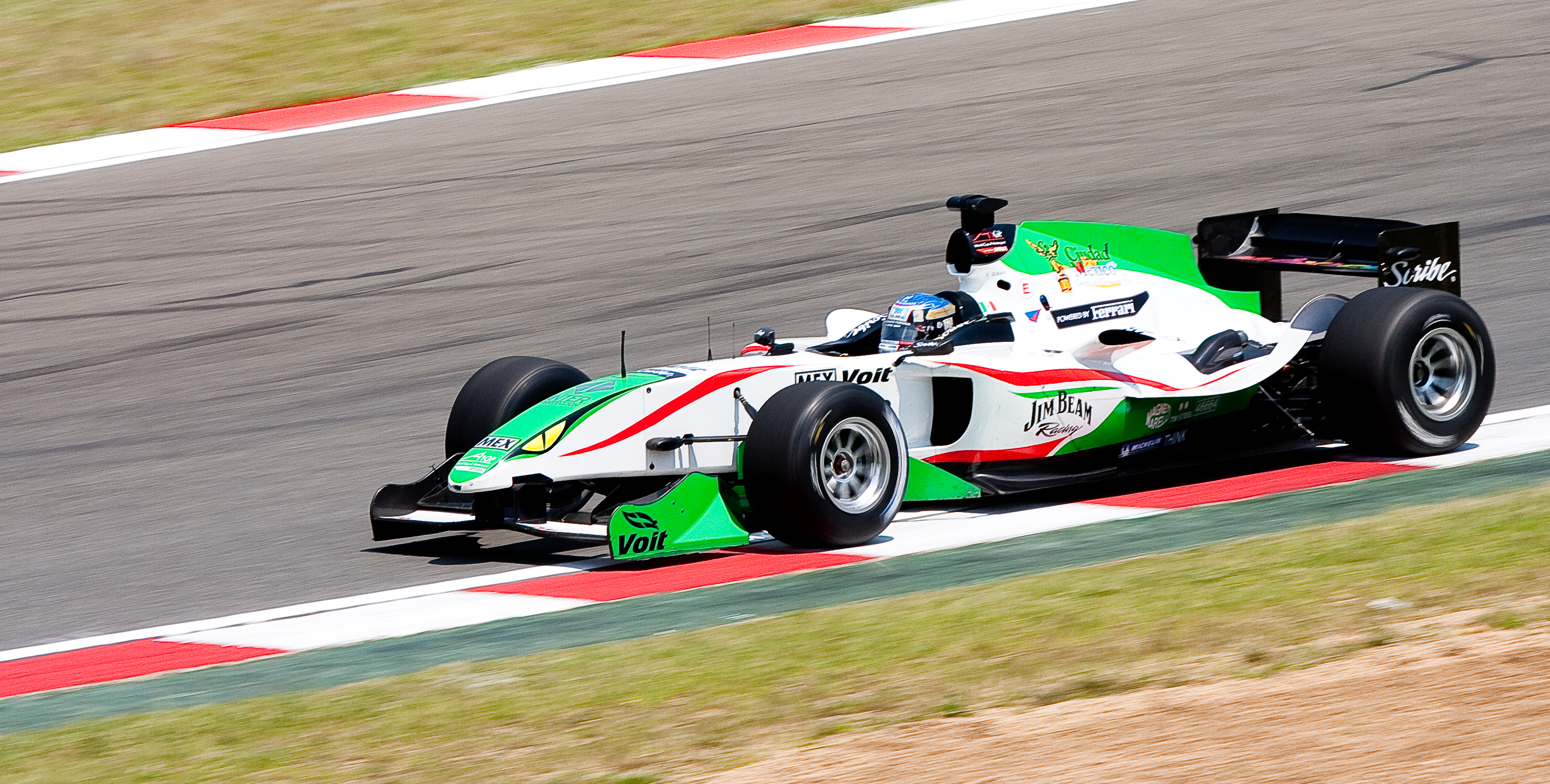
Salvador részt vesz a mexikói A1 Grand Prix-n.

Salvador Durán (1985. május 6., Mexikóváros –) mexikói autóversenyző.

## Eredményei

### Teljes Barber Dodge Pro Series eredménylistája
(Táblázat értelmezése)

(Félkövér: pole-pozícióból indult; dőlt: leggyorsabb kört futott) 

| Év   | 1   | 2   | 3   | 4   | 5   | 6   | 7   | 8      | 9      | 10    | Helyezés | Pont |
| ---- | --- | --- | --- | --- | --- | --- | --- | ------ | ------ | ----- | -------- | ---- |
| 2003 | STP | MTY | MIL | LAG | POR | CLE | TOR | VAN 17 | MDO 10 | MTL 5 | 21.      | 17   |

### Teljes Formula Renault 3.5 Series eredménylistája
(Táblázat értelmezése)

(Félkövér: pole-pozícióból indult; dőlt: leggyorsabb kört futott) 

| Év   | Csapat              | 1        | 2        | 3        | 4        | 5        | 6        | 7        | 8        | 9        | 10       | 11        | 12       | 13       | 14       | 15       | 16       | 17       | Helyezés | Pont |
| ---- | ------------------- | -------- | -------- | -------- | -------- | -------- | -------- | -------- | -------- | -------- | -------- | --------- | -------- | -------- | -------- | -------- | -------- | -------- | -------- | ---- |
| 2007 | Interwetten.com     | MNZ 1 9  | MNZ 2 1  | NÜR 1 Ki | NÜR 2 26 | MON 1 3  | HUN 1 16 | HUN 2 Ki | SPA 1 4  | SPA 2 3  | DON 1 17 | DON 2 8   | MAG 1 Ki | MAG 2 22 | EST 1 19 | EST 2 17 | CAT 1 2  | CAT 2 7  | 8.       | 64   |
| 2008 | Interwetten.com     | MNZ 1 Ki | MNZ 2 14 | SPA 1 2  | SPA 2 4  | MON 1 16 | SIL 1    | SIL 2 3  | HUN 1 Ki | HUN 2 16 | NÜR 1 4  | NÜR 2 Kiz | BUG 1 7  | BUG 2 7  | EST 1 16 | EST 2 22 | CAT 1 Ki | CAT 2 12 | 9.       | 61   |
| 2009 | Interwetten.com     | CAT 1    | CAT 2    | SPA 1    | SPA 2    | MON 1    | HUN 1    | HUN 2    | SIL 1    | SIL 2    | BUG 1    | BUG 2     | ALG 1    | ALG 2    | NÜR 1 Ni | NÜR 2 16 | ALC 1 16 | ALC 2 Ki | 35.      | 0    |
| 2010 | FHV Interwetten.com | ALC 1    | ALC 2    | SPA 1    | SPA 2    | MON 1    | BRN 1    | BRN 2    | MAG 1    | MAG 2    | HUN 1    | HUN 2     | HOC 1    | HOC 2    | SIL 1    | SIL 2    | CAT 1 Hn | CAT 2 Ki | –        | 0    |

### Teljes A1 Grand Prix eredménysorozata
(Táblázat értelmezése)

(Félkövér: pole-pozícióból indult; dőlt: leggyorsabb kört futott) 

| Év      | Csapat | 1         | 2         | 3         | 4         | 5          | 6          | 7          | 8          | 9          | 10         | 11         | 12         | 13         | 14         | 15         | 16         | 17         | 18         | 19        | 20        | 21        | 22        | Helyezés | Pont |
| ------- | ------ | --------- | --------- | --------- | --------- | ---------- | ---------- | ---------- | ---------- | ---------- | ---------- | ---------- | ---------- | ---------- | ---------- | ---------- | ---------- | ---------- | ---------- | --------- | --------- | --------- | --------- | -------- | ---- |
| 2005–06 | Mexikó | GBR SPR 6 | GBR FEA 3 | GER SPR   | GER FEA   | POR SPR Ki | POR FEA Ki | AUS FEA Ki | AUS FEA Ki | MYS SPR    | MYS FEA    | UAE SPR 18 | UAE FEA 8  | RSA SPR    | RSA FEA    | IDN SPR 3  | IDN FEA Ki | MEX SPR Ki | MEX FEA Ki | USA SPR 1 | USA FEA 1 | CHN SPR 3 | CHN FEA 8 | 10.      | 59   |
| 2006–07 | Mexikó | NED SPR 2 | NED FEA 5 | CZE SPR 7 | CZE FEA 3 | BEI SPR 2  | BEI FEA Ki | MYS SPR 11 | MYS FEA Ki | IDN SPR 2  | IDN FEA 6  | NZL SPR 12 | NZL FEA Ki | AUS SPR 11 | AUS FEA 15 | RSA SPR Ki | RSA FEA Ki | MEX SPR 17 | MEX FEA Ki | SHA SPR   | SHA FEA   | GBR SPR   | GBR SPR   | 10.      | 35   |
| 2007–08 | Mexikó | NED SPR 4 | NED FEA 4 | CZE SPR   | CZE FEA   | MYS SPR    | MYS FEA    | ZHU SPR    | ZHU FEA    | NZL SPR    | NZL FEA    | AUS SPR    | AUS FEA    | RSA SPR    | RSA FEA    | MEX SPR    | MEX FEA    | SHA SPR    | SHA FEA    | GBR SPR   | GBR SPR   |           |           | 16.      | 22   |
| 2008–09 | Mexikó | NED SPR   | NED FEA   | CHN SPR   | CHN FEA   | MYS SPR    | MYS FEA    | NZL SPR 15 | NZL FEA Ki | RSA SPR 16 | RSA FEA Ki | POR SPR 9  | POR FEA 4  | GBR SPR 3  | GBR SPR 6  |            |            |            |            |           |           |           |           | 13.      | 19   |

### Daytonai 24 órás autóverseny
| Év   | Csapat                     | Rajtszám | Autó             | Csapattárs                         | Kör | Kategória | Összetett Helyezés | Kategória Helyezés |
| ---- | -------------------------- | -------- | ---------------- | ---------------------------------- | --- | --------- | ------------------ | ------------------ |
| 2007 | Telmex Chip Ganassi Racing | 01       | Riley MkXI-Lexus | Juan Pablo Montoya Scott Pruett    | 668 | DP        | 1.                 | 1.                 |
| 2008 | Chip Ganassi Racing        | 02       | Riley MkXI-Lexus | Dan Wheldon Scott Dixon Alex Lloyd | 515 | DP        | 17 Kiesett         | 44 Kiesett         |

### Teljes Formula–E eredménylistája
(Táblázat értelmezése)

(Félkövér: pole-pozícióból indult; dőlt: leggyorsabb kört futott) 

| Év      | Csapat      | 1      | 2   | 3      | 4       | 5      | 6      | 7      | 8      | 9     | 10     | 11    | Helyezés | Pont |
| ------- | ----------- | ------ | --- | ------ | ------- | ------ | ------ | ------ | ------ | ----- | ------ | ----- | -------- | ---- |
| 2014–15 | Amlin Aguri | BEI    | PUT | PDE 16 | BUE Kiz | MIA 10 | LBH Ki | MON Ki | BER 16 | MOS 6 | LON 17 | LON 8 | 21.      | 13   |
| 2015–16 | Trulli GP   | BEI Ni | PUT | PDE    |         |        |        |        |        |       |        |       | 22.      | 0    |
| 2015–16 | Team Aguri  |        |     |        | BUE Ki  | MEX 15 | LBH 14 | PAR    | BER    | LON   | LON    |       | 22.      | 0    |

† A versenyt nem fejezte be, de helyezését értékelték, mert a versenytáv több, mint 90%-át teljesítette.
^ FanBoost

### Teljes Jaguar I-Pace eTrophy eredménylistája
(Táblázat értelmezése)

(Félkövér: pole-pozícióból indult; dőlt: leggyorsabb kört futott) 

| Év      | Csapat         | Osztály | 1   | 2      | 3   | 4   | 5   | 6   | 7   | 8   | 9   | 10  | Helyezés | Pont |
| ------- | -------------- | ------- | --- | ------ | --- | --- | --- | --- | --- | --- | --- | --- | -------- | ---- |
| 2018–19 | Jaguar VIP Car | P       | ADR | MEX Ki | HKG | SNY | ROM | PAR | MON | BER | NYC | NYC | —‡       | 0‡   |

† A versenyt nem fejezte be, de helyezését értékelték, mert a versenytáv több, mint 90%-át teljesítette.
‡  Mivel vendégpilóta volt, ezért nem részesült pontokban.